# Magyar Gyermektanulmányi Társaság
A Magyar Gyermektanulmányi Társaság (1906–1944, 1947–1948) budapesti székhelyű társaság, célja a gyermektanulmányozás tudományos művelése, a pedagógus társadalom, a szülők, sőt az egész magyar társadalom érdeklődésének felkeltése a gyermekek fejlődési sajátosságainak megismerése és eredményes oktatása, nevelése érdekében.

## Szervezete, rendezvényei
A társaság ügyvezető elnöke haláláig (1931) Nagy László, 1931–1933 között Imre Sándor volt az elnök. 1933–1935 között Koszterszitz József vezette a társaságot. 1944-től szünetelt a társaság működése, 1947-ben újjáélesztették Nemes Lipót vezetésével, de a pedológia betiltása (1949) miatt végleg megszűnt.

### 1900-as évek
Nagy László által az 1903-ban létrehozott Gyermektanulmányi Bizottság előkészítő munkájának eredményeként alakult meg 1906-ban. A társaság szakosztályokat, vidéki fiókokat létesített, nyilvános előadásokat, tanácskozásokat rendezett. Kiadványokat adott közre, könyvköteteket, könyvsorozatokat (Gyermektanulmányi Könyvtár, Gyermektanulmányi Füzetek) és A Gyermek

c. periodikumot. A kísérleti szakosztályt Ranschburg Pál vezette, az adatgyűjtőt Nógrády László, a pedagógiait Weszely Ödön, további szakosztályok alakultak a II. Gyermektanulmányi Kongresszust (1917–1918) követően, jogi, gyermekvédelmi, gyermekirodalmi és pályaválasztási szakosztályok.

### 1910-es évek
1913-ban és 1917–1918-ban Gyermektanulmányi Kongresszusokat (I-II.) szerveztek, az első kongresszushoz kiállítás is kapcsolódott, amelyen spontán gyermeki alkotásokat, főleg gyermekrajzokat mutattak be. E kongresszusok fontos témaköröket érintettek, köztük tehetségvédelem, pályaválasztás, gyermekirodalom, szociálpedagógia. Az őszirózsás forradalom idején (1918) Iskolai Reformbizottságot alakítottak, mely több tanácskozáson vitatta meg Nagy László tervezetét, végül elfogadták. A Gyermek c. folyóirat beszámolt a vitákról, s publikálta a javaslatot.

### 1920-as évek
Az 1925-ben tartott közgyűlésen a társaság alapszabályt módosított és a nevét is megváltoztatta, új neve: Magyar Gyermektanulmányi és Gyakorlati Lélektani Társaság. Az 1920-as évek a szakosztályokat is átstrukturálták, ettől az időtől a következő szakosztályok működtek: általános és gyakorlati lélektan, orvosi lélektan, pedagógiai-pszichológiai és pályaválasztási. A szakosztályok keretében tehetségvédelmi, vizsgálati, gyermekvédelmi és pszichológiai részlegek működtek, továbbá a Szülők Szövetsége, amely 1930-ban önálló szervezet lett, de pár év múltán megszűnt.

### 1931-1948 között
1931-től megint átstrukturálták a szakosztályokat, biológiai, pedagógiai, pszichológiai, szociológiai szakosztályokat szerveztek. 1941-től megint új nevet vett fel a társaság Magyar Gyermektanulmányi és Neveléstudományi Társaság.

## A társaság kiadásában megjelent kötetekből (válogatás)
- A Gyermektanulmányi Múzeum szervezete és az anyaggyűjtés szabályai : IV. kérdőív/ szerk. Nagy László, Ballai Károly. Budapest, 1910.
- Grósz Gyula: Gyermekegészségtan. Budapest, 1914.
- Ballai Károly: A magyar gyermek : eredeti mérések és lélektani adatok alapján. Budapest, 1929.
- Cser János: A figyelem kísérleti vizsgálata a 10-14 éves korban : Statisztikai bevezetéssel. Szerk. Weszely Ödön. Budapest, 1933. (Különnyomat "A Gyermek" 1933. évi 6-10. számaiból)

## A társaság jeles tagjai betűrendben
- Gerő Katalin
- Kratofil Dezső
- Náray Szabó Sándor a társaság társelnöke (1906–1914)